# Biologisk interaktion
Biologisk interaktion, förhållande mellan två biologiska populationer, .
Interaktioner står centralt i ekologin. En interaktion är när individer påverkar andra individer - oavsett om det är av samma eller olik art. 
Symbios är en form av interaktion där två eller flera olika arter interagerar med varandra. Symbios blandas ofta ihop med mutualism men det finns flera indelningar av former för symbios, som kan vara fördelaktig (+), negativ (–) eller neutral (0) för de involverade parterna.

## Symbiotiska interaktioner kategoriserade efter effekt
Tabellen visar de sex möjliga interaktioner efter hur de påverkar parternas fitness. Stegen behöver inte vara diskreta utan är gradvis, så negativ kan vara allt från en väldigt liten skada till dödligt. Av alla interaktionerna är neutralism nästintill omöjlig att bevisa och också ganska osannolik att den förekommer. 